# ベルディ・ベク
ベルディ・ベク（モンゴル語：Berde Bek、ロシア語：Бердибек、英語：Berdi Beg、? - 1359年）は、ジョチ・ウルスの第13代君主（1357年 - 1359年）。ベルディベク・ハン、ビルディ・ベクとも表記される。

## 生涯
第12代君主のジャニベク・ハンの子として生まれる。
1355年、ジャニベク・ハンがチョバン朝の支配下にあったアゼルバイジャンを占領した際、アゼルバイジャンへの駐屯を命じられた。本国に帰還した父が重病に罹った報告を受けると、ベルディ・ベクはワズィールのアヒジュクにアゼルバイジャンの軍事を委ねて本国に戻った。
ジャニベク・ハンはアゼルバイジャンからの帰路、ヴォルガ川上の船の中で亡くなり、後を継いだベルディ・ベクも1359年に死去する。

## 親族殺しのキョテン・ハン
ヒヴァ・ハン国史料ウテミシュ・ハージー『チンギズ・ナーマ Chingīz-nāma』（16世紀半ば成立）に「ベルディ・ハンは kökin yuyghan kötän khānと呼ばれている」という記述があり、この異名は「［一族を］根絶やしにしたキョテン・ハン kökin qırghankötän khān」の意とされる。この異名はベルディ・ベクがハン位を奪う恐れのある親族や息子たちを殺害したという逸話からきており、同様の話がティムール朝史料『ムイーン史選 Muntakhab al-Tawārīkh-i Muʿīnī』（1414年成立）にも見られる。また、『ダフタリ・チンギズ・ナーマ』ベルリン写本に見られる話ではないが、『ムイーン史選』はベルディ・ベク死後にある人物がベルディ・ベクの息子ケルディ・ベクとして推戴されたと伝え、ウテミシュ・ハージー『チンギズ・ナーマ』はその人物が「偽 yalghan ケルディ・ベク」と呼ばれたことを伝える。そして興味深いことに、『ムイーン史選』パリ写本の「王朝表 jadwal」において、ベルディ・ベクのラカブの欄に「kötän khān」、ケルディ・ベクのラカブの欄に「yalghan」と記載されているのである。

## 登場作品
映画
- 『オルド 黄金の国の魔術師』（2012年、ロシア、演：モゲ・ウルジャク）